# 斯圖代納

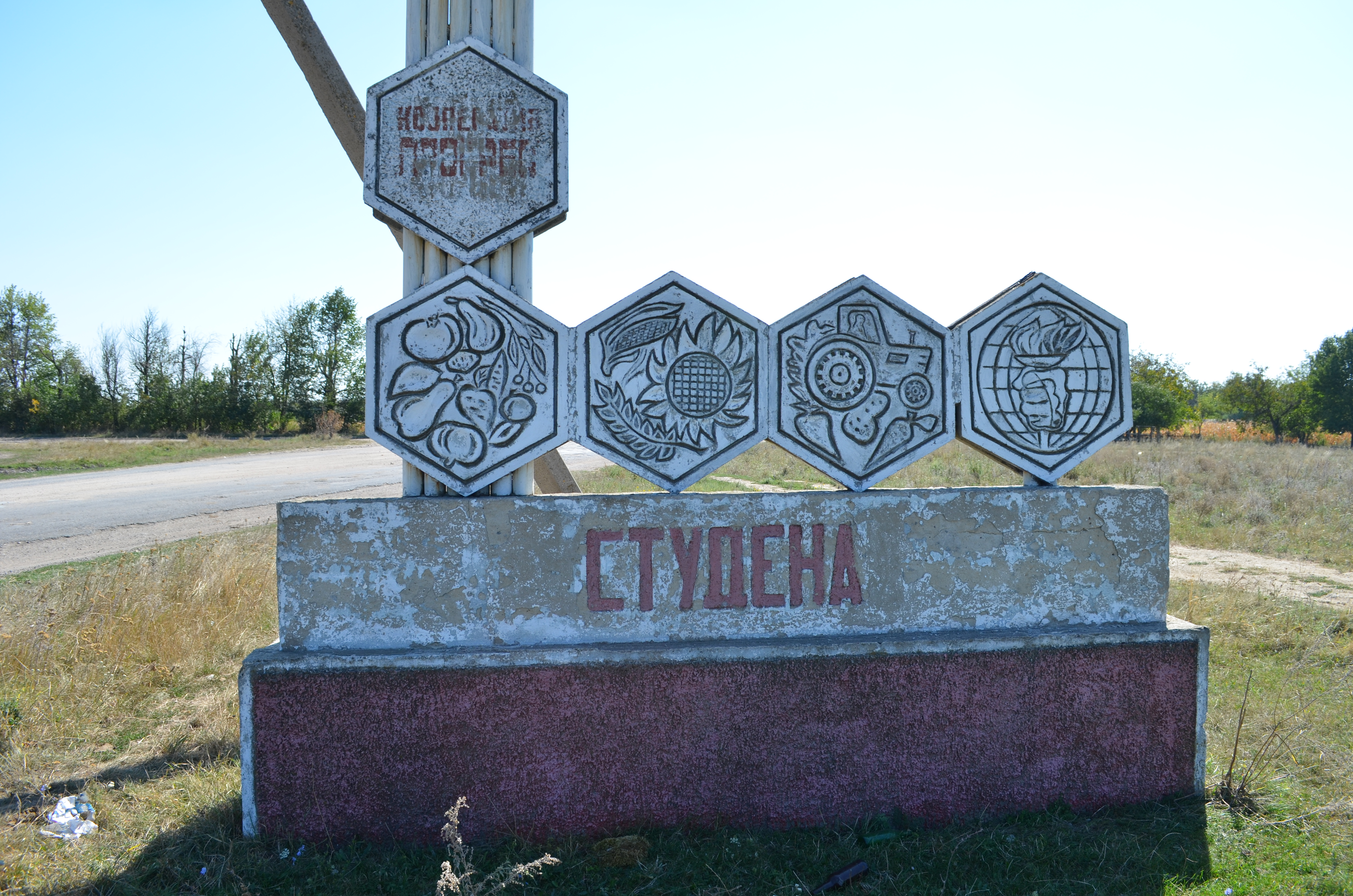
路牌

斯圖代納（烏克蘭語：Студена），是烏克蘭西南部文尼察州圖利欽區斯图代纳市镇内的村落及其行政中心。始建於1742年，面積4.89平方公里，海拔高度246米，2001年人口2,308，人口密度每平方公里472.47人。